# Michael Fonfara
Michael Fonfara (11. srpna 1946 Stevensville, Ontario, Kanada – 8. ledna 2021) byl kanadský hudebník, hráč na klávesové nástroje. Byl členem skupin The Electric Flag a Rhinoceros. Spolupracoval i s dalším členem skupiny Rhinoceros Danny Weissem na jeho sólovém albu a oba jsou také členové skupiny The Lincolns. V sedmdesátých letech byl členem doprovodné skupiny Lou Reeda, od devadesátých let hraje s Downchild Blues Band.

## Diskografie
The Electric Flag
- 1968 – A Long Time Comin'
- 1995 – Old Glory: Best of the Electric Flag, An American Music Band

Rhinoceros
- 1968 – Rhinoceros
- 1969 – Satin Chickens
- 1970 – Better Times Are Coming

Blackstone
- 1972 – On The Line

Lou Reed
- 1974 – Sally Can't Dance
- 1976 – Rock and Roll Heart
- 1977 – Walk on the Wild Side: The Best of Lou Reed
- 1978 – Street Hassle
- 1978 – Live: Take No Prisoners
- 1979 – The Bells
- 1980 – Growing Up in Public
- 1980 – Rock and Roll Diary: 1967–1980
- 2005 – Coney Island Baby (bonusy na reedici, na původním vydání alba z roku 1975 se nepodílel)

Tycoon
- 1979 – Tycoon
- 1981 – Turn Out the Lights

The Lincolns
- 1983 – Take One

Downchild Blues Band
- 1994 – Good Times Guaranteed
- 1997 – Lucky 13
- 2004 – Come On In
- 2007 – Live At The Palais Royale

Ostatní
- 1968 – David Ackles (Road to Cairo) (David Ackles)
- 1972 – Stories We Could Tell (The Everly Brothers)
- 1974 – Some Days You Eat The Bear (Ian Matthews)
- 1975 – Rory Block (Rory Block)
- 1981 – Foreigner 4 (Foreigner)
- 1982 – Records (Foreigner)
- 1984 – Amosbehavin' (Amos Garrett)
- 1994 – Don't Say That I Ain't Your Man: Essential Blues 1964–1969 (Mike Bloomfield)
- 1999 – 22 Trailer Park (Grievous Angels)
- 2000 – Double Shot (Snooky Pryor & Mel Brown)
- 2002 – Saved (Northern Blues Gospel Allstars)
- 2002 – All Play and No Work (Cameo Blues Band)
- 2003 – Guitar Romp (Brian Gauci)
- 2004 – Coming From The Old School (Sam Myers)
- 2004 – Bluesin' It (Willie „Big Eyes“ Smith)
- 2004 – Take Me (Maria Aurigema)
- 2004 – A Little Bit of Sugar (Angela Scappatura)
- 2005 – Overqualified For The Blues (Brian Blain)
- 2006 – Sweet Spot (Danny Weis)
- 2007 – Blue Sneakers (Steve Grisbrook)
- 2007 – Blues Thing (Jack De Keyser)
- 2007 – Cuttin' Loose (Kevin Mark)
- 2009 – Your Finest Hour (Keith Holding)
- 2010 – Love, Lost and Found (Mel Brown)
- 2011 – I Found a Love (John Mays)